# Wybory parlamentarne w Islandii w 1963 roku
Wybory parlamentarne w Islandii odbyły się 9 czerwca 1963. Wygrała je Partia Niepodległości. Premierem koalicyjnego rządu z socjaldemokratami został jej przewodniczący Bjarni Benediktsson.

## Wyniki wyborów
| Partia                                        | Liczba głosów | %    | +/–% | Liczba mandatów | +/– |
| --------------------------------------------- | ------------- | ---- | ---- | --------------- | --- |
| Partia Niepodległości (Sjálfstæðisflokkurinn) | 37 021        | 41,4 | +1,7 | 24              | ±0  |
| Partia Postępu (Framsóknarflokkurinn)         | 25 217        | 28,2 | +2,5 | 19              | +2  |
| Związek Ludowy (Alþýðubandalagið)             | 14 274        | 16,0 | ±0,0 | 9               | -1  |
| Partia Socjaldemokratyczna (Alþýðuflokkurinn) | 12 697        | 14,2 | -1,0 | 8               | -1  |
| inne                                          | 143           | 0,2  | —    | —               | —   |
| Razem (frekwencja – 91,1%)                    | 90 958        | 100  |      | 60              |     |